# Jürgen Manthey
Pour les articles homonymes, voir Manthey.
Jürgen Manthey (né le 17 octobre 1932 à Forst et mort le 13 décembre 2018 à Lübeck) est un écrivain et un érudit littéraire allemand.

## Biographie
Manthey écrit d'abord écrit pour le Studentenkurier, qui s'est ensuite transformé en Konkret. Il dirige ensuite l'équipe éditoriale littéraire de Hessischer Rundfunk. À partir de 1970, il est rédacteur en chef de Rowohlt, dirige le magazine littéraire Rowohlt et la série das neue buch, et travaille également comme traducteur.
De 1986 à 1998, il est professeur de littérature générale et comparée à l'Université d'Essen. Il vit  comme auteur indépendant et critique littéraire à Lübeck. Il devient largement connu pour son livre sur Königsberg. Au cours des dix dernières années de sa vie, il travaille sur un projet inachevé sur la mer Baltique, pour lequel il laisse 2 000 pages manuscrites.
Manthey est membre du Centre PEN Allemagne (de). Il décède en décembre 2018 à l'âge de 86 ans à Lübeck.

## Œuvres (sélection)
- Literaturmagazin 10 Vorbilder, Reinbek, 1979  (ISBN 978-3-499251191).
- Hans Fallada. Mit Selbstzeugnissen und Bilddokumenten, 11e éd., Reinbek, 1998  (ISBN 978-3-499500787).
- Wenn Blicke zeugen könnten. Eine psychohistorische Studie über das Sehen in Literatur und Philosophie, München, 1991  (ISBN 978-3-446138551).
- In Deutschland und um Deutschland herum. Ein Glossar, Frankfurt am Main, 1995, Reihe Die Andere Bibliothek (de)  (ISBN 978-3-821841311).
- Die Unsterblichkeit Achills. Vom Ursprung des Erzählens, München, 1997.
- Königsberg. Geschichte einer Weltbürgerrepublik, München, 2005  (ISBN 3-446206191).